# 平田城
平田城（ひらたじょう）は、島根県出雲市平田町にあった日本の城。

## 概要
出雲平野に突き出す丘陵上に位置するが、往時は山裾を宍道湖の湖水が洗っていた。この為、水運の要衝として、鳶ヶ巣城、高瀬城らと共に重く扱われた。
元亀年間に尼子氏残党が蜂起した際には毛利方の武将牛尾大蔵左衛門（牛尾春重）が守り、高瀬城に拠った尼子方の米原綱寛と対峙した。
現在、城域一帯は愛宕山公園として整備されており、特に春の桜は有名である。

## 遺構
上記の通り、城域一帯が現在は公園となり、市民の憩いの場となっている。地形が大きく改変されているため、遺構は非常にわかりにくくなっているが、展望台となっている部分が主郭と考えられ、そこに登れば、周囲の地形から堀切の存在も想定することができる。

## 沿革
- 応永年間、多賀氏により築城。
- 1528年（大永8年）飯野氏が城主に。
- 1562年（永禄5年）毛利氏の出雲侵攻により、毛利氏の手中に。
- 1570年（元亀元年）尼子氏残党の蜂起を受けて、牛尾大蔵左衛門が入城、尼子方との合戦の舞台となる。